# Seznam svazů vodní vegetace v Česku
Seznam svazů vodní vegetace v Česku je zpracován (včetně pojetí syntaxonů) dle publikace Chytrý a kol. (2011) a představuje přehled svazů (typů rostlinných společenstev) řazených do vodní vegetace na území Česka.
Přehled je zpracován pomocí fytocenologických jednotek hlavní úrovně (ranku), kdy nejnižší hlavní jednotkou je asociace, jí nadřazený je pak svaz, nad svazem je řád (pro zjednodušení nejsou zde řády uvedeny) a nejvyšší jednotkou je třída. Vědecký název syntaxonu se řídí podle závazných pravidel, která jsou uvedena v mezinárodním kódu fytocenologické nomenklatury. Český název je pak pouze co nejstručnější a zároveň nejvýstižnějším popisem této vegetace a nepodléhá takovým závazným pravidlům. Celý tento seznam se ovšem vztahuje pouze na území České republiky. Proto zde uvedené třídy (nebo jiné jednotky) mají často další podřazené syntaxony, které zde nejsou uvedeny, protože se vyskytují pouze mimo ČR.

## TřídaLemnetea–Vegetace volně plovoucích vodních rostlin
| Fotografie | Český název                                                     | Odborný název                    | Galerie na Commons                                            | Asociace v rámci tohoto svazu |
| ---------- | --------------------------------------------------------------- | -------------------------------- | ------------------------------------------------------------- | --- |
|            | Vegetace okřehkovitých rostlin a natantních kapradin a játrovek | svaz Lemnion minoris             | Kategorie „Lemnion minoris “ na Wikimedia Commons             | - Lemnetum trisulcae – Ponořená vegetace mělkých vod s okřehkem trojbrázdým - Lemnetum minoris – Vegetace vodní hladiny s okřehkem menším - Lemnetum minori-turioniferae – Vegetace hladiny mělkých vod s okřehkem červeným - Lemno-Spirodeletum polyrhizae – Vegetace vodní hladiny s okřehkem menším a závitkou mnohokořennou - Lemnetum gibbae – Vegetace hladiny mělkých vod s okřehkem hrbatým - Lemno gibbae-Wolffietum arrhizae – Vegetace hladiny mělkých vod s drobničkou bezkořennou - Salvinio natantis-Spirodeletum polyrhizae – Vegetace vodní hladiny s nepukalkou vzplývající a závitkou mnohokořennou - Ceratophyllo-Azolletum filiculoidis – Vegetace mělkých vod s azolou americkou - Lemno minoris-Riccietum fluitantis – Ponořená vegetace mělkých vod s trhutkou plovoucí - Riccietum rhenanae – Ponořená vegetace mělkých vod s trhutkou rýnskou - Ricciocarpetum natantis – Vegetace hladiny mělkých vod s nalžovkou plovoucí |
|            | Vegetace bublinatek v mezotrofních a eutrofních vodách          | svaz Utricularion vulgaris       | Kategorie „Utricularion vulgaris “ na Wikimedia Commons       | - Lemno-Utricularietum – Vegetace mělkých vod s bublinatkou obecnou - Utricularietum australis – Vegetace mělkých vod s bublinatkou jižní |
|            | Vegetace mohutných volně plovoucích cévnatých rostlin           | svaz Hydrocharition morsus-ranae | Kategorie „Hydrocharition morsus-ranae “ na Wikimedia Commons | - Hydrocharitetum morsus-ranae – Vodní vegetace s voďankou žabí - Stratiotetum aloidis – Vodní vegetace s řezanem pilolistým - Ceratophylletum demersi – Vegetace mělkých eutrofních vod s růžkatcem ostnitým - Potamo-Ceratophylletum submersi – Vegetace mělkých vod s růžkatcem bradavčitým |

## TřídaPotametea–Vegetace vodních rostlin zakořeněných ve dně
| Fotografie | Český název                                                         | Odborný název              | Galerie na Commons                                     | Asociace v rámci tohoto svazu |
| ---------- | ------------------------------------------------------------------- | -------------------------- | ------------------------------------------------------ | --- |
|            | Vegetace mohutných vzplývavých vodních rostlin                      | svaz Nymphaeion albae      | Kategorie „Nymphaeion albae“ na Wikimedia Commons      | - Nymphaeo albae-Nupharetum luteae – Vegetace stojatých a mírně tekoucích vod se stulíkem žlutým - Nymphaeetum albae – Vegetace eutrofních vod teplých oblastí s leknínem bílým - Nymphaeetum candidae – Vegetace mezotrofních vod chladnějších oblastí s leknínem bělostným - Nupharetum pumilae – Vegetace oligomezotrofních vod se stulíkem malým - Trapetum natantis – Vegetace mělkých eutrofních vod teplých oblastí s kotvicí plovoucí - Nymphoidetum peltatae – Vegetace mělkých stojatých vod teplých oblastí s plavínem štítnatým - Potamo natantis-Polygonetum natantis – Vzplývavá vegetace s rdesnem obojživelným |
|            | Vegetace převážně ponořených vodních rostlin zakořeněných ve dně    | svaz Potamion              | Kategorie „Potamion“ na Wikimedia Commons              | - Potametum natantis – Vodní vegetace chladnějších oblastí s rdestem vzplývavým - Potametum graminei – Vegetace mělkých vod s rdestem trávolistým - Scirpo fluitantis-Potametum polygonifolii – Vegetace mělkých vod s rdestem rdesnolistým - Potametum lucentis – Vegetace mělkých eutrofních vod s rdestem světlým - Potametum perfoliati – Vegetace mezotrofních vod s rdestem prorostlým - Elodeetum canadensis – Vodní vegetace s vodním morem kanadským - Potamo pectinati-Myriophylletum spicati – Vodní vegetace se stolístkem klasnatým - Myriophylletum verticillati – Vodní vegetace se stolístkem přeslenatým - Potametum tenuifolii – Vegetace mělkých vod s rdestem alpským - Groenlandietum densae – Vegetace mezotrofních vod s rdestem hustolistým - Potametum denso-nodosi – Vegetace mírně tekoucích a stojatých vod s rdestem uzlinatým - Potametum praelongi – Vodní vegetace s rdestem dlouholistým - Potametum zizii – Vodní vegetace s rdestem Zizovým - Parvo-Potamo-Zannichellietum pedicellatae – Vegetace eutrofních vod s úzkolistými rdesty a šejdračkou bahenní - Potametum trichoidis – Vegetace mělkých vod s rdestem vláskovitým - Najadetum marinae – Vegetace brakických vod s řečankou přímořskou - Najadetum minoris – Vegetace mělkých eutrofních vod s řečankou menší - Potametum crispi – Vodní vegetace s rdestem kadeřavým - Potametum crispo-obtusifolii – Vodní vegetace s rdestem tupolistým - Potametum pectinati – Vegetace stojatých a mírně tekoucích eutrofních vod s rdestem hřebenitým - Potametum pusilli – Vegetace mělkých vod s rdestem maličkým nebo rdestem Berchtoldovým - Potametum acutifolii – Vegetace mělkých vod s rdestem ostrolistým - Potametum friesii – Vodní vegetace s rdestem hrotitým |
|            | Vegetace makrofytů tekoucích vod                                    | svaz Batrachion fluitantis | Kategorie „Batrachion fluitantis“ na Wikimedia Commons | - Ranunculetum fluitantis – Vegetace středních toků řek s lakušníkem vzplývavým - Myriophylletum alterniflori – Vegetace horských toků se stolístkem střídavokvětým - Callitricho hamulatae-Ranunculetum fluitantis – Vegetace menších toků chladnějších oblastí s hvězdošem háčkatým |
|            | Vegetace vodních rostlin v mělkých, krátkodobě vysychajících vodách | svaz Ranunculion aquatilis | Kategorie „Ranunculion aquatilis“ na Wikimedia Commons | - Ranunculetum aquatilis – Vegetace mělkých vod vlhkých oblastí s lakušníkem vodním a lakušníkem štítnatým - Potamo crispi-Ranunculetum trichophylli – Vegetace mělkých vod s lakušníkem niťolistým - Potamo perfoliati-Ranunculetum circinati – Vegetace stojatých alkalických vod s lakušníkem okrouhlým - Batrachietum rionii – Vegetace mělkých brakických vod s lakušníkem Rionovým - Ranunculetum baudotii – Vegetace mělkých mírně slaných vod s lakušníkem Baudotovým - Hottonietum palustris – Vegetace mělkých tůní a struh s žebratkou bahenní - Callitrichetum hermaphroditicae – Vegetace mělkých mezotrofních vod s hvězdošem podzimním |

## TřídaCharetea–Vegetace parožnatek
| Fotografie | Český název                                          | Odborný název           | Galerie na Commons                                  | Asociace v rámci tohoto svazu |
| ---------- | ---------------------------------------------------- | ----------------------- | --------------------------------------------------- | --- |
|            | Vegetace skleněnek a parožnatek v nevápnitých vodách | svaz Nitellion flexilis | Kategorie „Nitellion flexilis“ na Wikimedia Commons | - Nitelletum flexilis – Parožnatková vegetace s Nitella flexilis - Charetum braunii – Parožnatková vegetace s Chara braunii |
|            | Vegetace parožnatek ve vápnitých a brakických vodách | svaz Charion globularis | Kategorie „Charion globularis“ na Wikimedia Commons | - Charetum globularis – Parožnatková vegetace s Chara globularis - Magno-Charetum hispidae – Parožnatková vegetace s Chara hispida - Charetum vulgaris – Parožnatková vegetace s Chara vulgaris - Tolypelletum glomeratae – Parožnatková vegetace s Tolypella glomerata - Tolypello intricatae-Charetum – Parožnatková vegetace s Tolypella intricata |

## TřídaLittorelletea uniflorae–Vegetace oligotrofních vod
| Fotografie | Český název                                                                  | Odborný název                 | Galerie na Commons                                        | Asociace v rámci tohoto svazu |
| ---------- | ---------------------------------------------------------------------------- | ----------------------------- | --------------------------------------------------------- | --- |
|            | Ponořená vegetace oligotrofních vod                                          | svaz Littorellion uniflorae   | Kategorie „Littorellion uniflorae“ na Wikimedia Commons   | - Isoëtetum echinosporae – Vegetace dna karových jezer s šídlatkou ostnovýtrusou - Isoëtetum lacustris – Vegetace dna karových jezer s šídlatkou jezerní |
|            | Vegetace obojživelných rostlin v mělkých oligotrofních a mezotrofních vodách | svaz Eleocharition acicularis | Kategorie „Eleocharition acicularis“ na Wikimedia Commons | - Eleocharito-Littorelletum uniflorae – Obojživelná vegetace s pobřežnicí jednokvětou - Ranunculo-Juncetum bulbosi – Vegetace pobřeží mělkých vod se sítinou cibulkatou - Limosello aquaticae-Eleocharitetum acicularis – Obojživelné trávníky bahničky jehlovité - Pilularietum globuliferae – Obojživelná vegetace s míčovkou kulkonosnou - Luronietum natantis – Vegetace mělkých vod s žabníčkem vzplývavým |
|            | Vegetace oligotrofních tůní s bublinatkami                                   | svaz Sphagno-Utricularion     | Kategorie „Sphagno-Utricularion“ na Wikimedia Commons     | - Sparganio minimi-Utricularietum intermediae – Vegetace tůní se zevarem nejmenším - Sphagno-Utricularietum ochroleucae – Vegetace oligotrofních nevápnitých tůní s bublinatkami - Scorpidio scorpioidis-Utricularietum – Vegetace oligotrofních vápnitých tůní s bublinatkami |